# Alan Ayckbourn

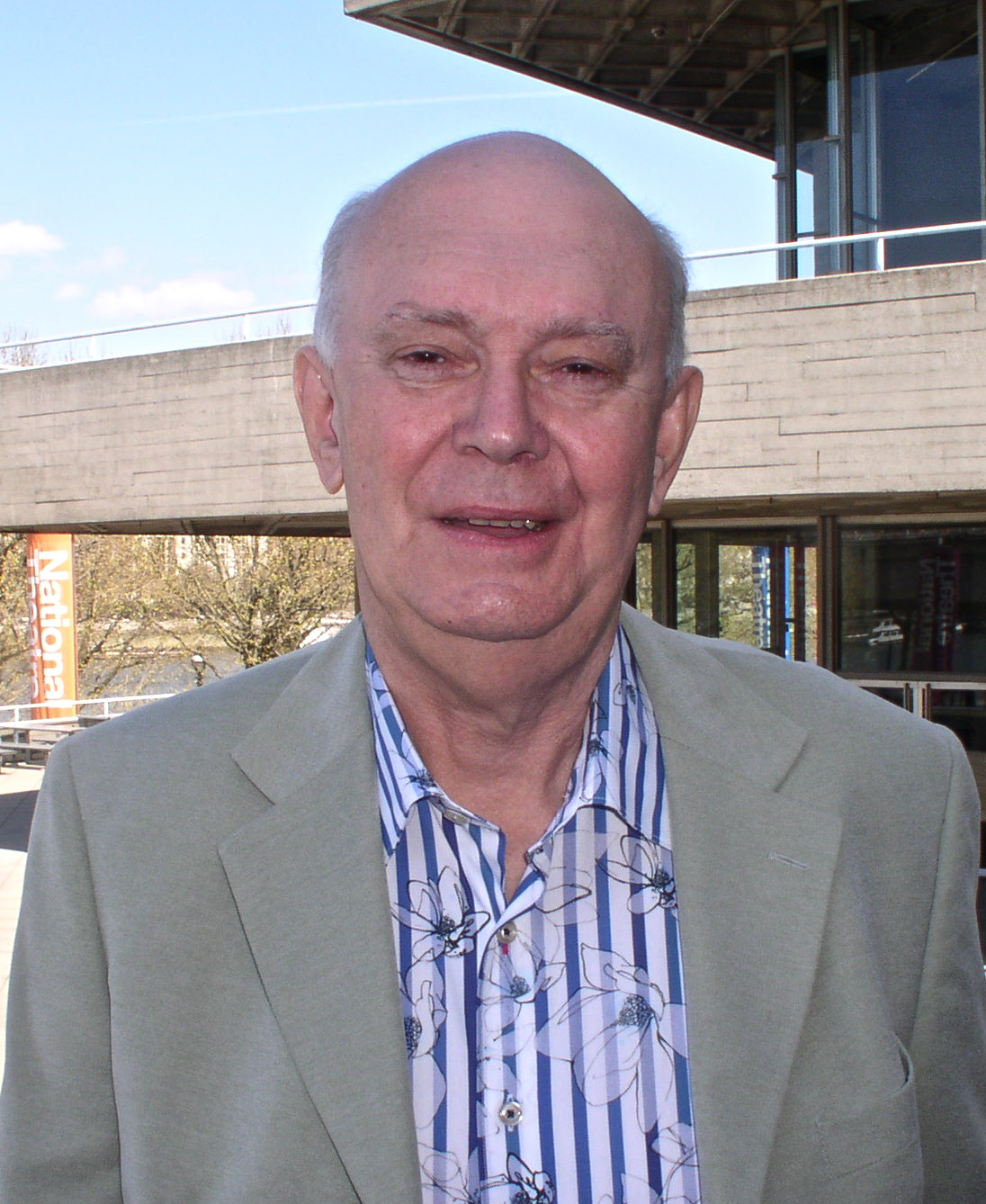
Sir Alan Ayckbourn im April 2010

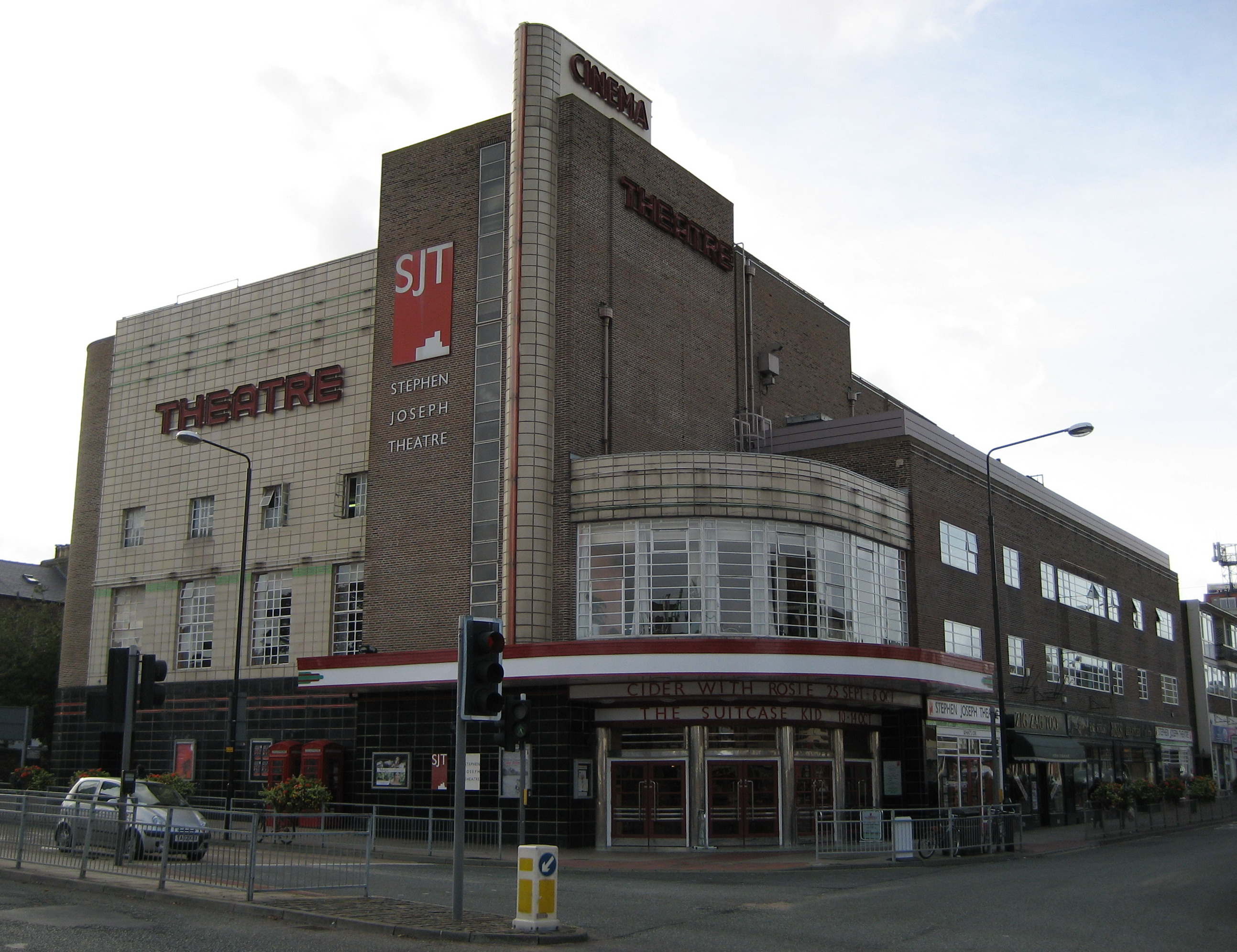
Das Stephen Joseph Theatre in Scarborough

Sir Alan Ayckbourn, CBE (* 12. April 1939 in Hampstead, London) ist ein britischer Autor von Theaterkomödien.

## Leben
Alan Ayckbourn ist der Sohn des Violinisten Horace Ayckbourn und der Schriftstellerin Irene Worly.

## Werk
Ayckbourn schrieb bereits im Alter von zehn Jahren Stücke, begann seine Theaterkarriere Ende der 1950er Jahre allerdings als Schauspieler. Die ersten Stücke verfasste Ayckbourn 1959 bis 1961 unter dem Pseudonym Roland Allen. Mittlerweile hat Ayckbourn mehr als 70 Theaterstücke geschrieben und gilt als einer der erfolgreichsten Komödienautoren der neueren Zeit in Europa. Seine Theaterstücke wurden in über 35 Sprachen übersetzt und weltweit aufgeführt. Zugleich arbeitete Ayckbourn als Regisseur.
Nach der Einschätzung des British Council gehört er zu den herausragenden zeitgenössischen Dramatikern („one of the world's pre-eminent dramatists“).
Seine Werke enthüllen meist menschliche Schwächen der englischen oberen Mittelschicht im Umgang miteinander. Ayckbourn gilt auch als Meister der Farce.
1987 wurde Ayckbourn von der britischen Königin zum Commander des Order of the British Empire ernannt und 1997 als erster Dramatiker seit Terence Rattigan als Knight Bachelor („Sir“) in den Adelsstand erhoben.
Nach einem Schlaganfall 2006 schränkte Ayckbourn viele seiner Aktivitäten ein, nahm jedoch kurze Zeit später seine Tätigkeit als Autor wieder auf. 2009 wurde er in die American Theater Hall of Fame aufgenommen.

## Kommentare über Alan Ayckbourn und seine Werke
- Ayckbourn ... schreibt über die Mühen der modernen Menschheit, den Pleuelstangen, Zahnrädern, Kolben des „großen Mechanismus“ auszuweichen. Wo Shakespeare die Menschen exemplarisch fallen lässt, sieht Ayckbourn sie alltäglich hüpfen, stolpern und tanzen. Wo bei Shakespeare die Männer Macht und Bedeutung haben, sind bei Ayckbourn längst die Frauen Trägerinnen der Potenz und des Lebenswillens. In seinem Werk finden wir Damen vom Schlag Camilla Parker Bowles'; seine Männer sind einfühlsame, zaudernde Wichte.–.[5]

## Stücke
Fast alle Stücke Ayckbourns wurden im Stephen Joseph Theatre in Scarborough erstaufgeführt. Dort war Ayckbourn von 1972 bis 2009 künstlerischer Leiter (Artistic Director).
- 1959: The Square Cat
- 1959: Love After All
- 1960: Dad's Tale
- 1961: Standing Room Only
- 1962: Christmas V Mastermind
- 1963: Mr Whatnot
- 1965: Meet My Father, Relatively Speaking
- 1967: The Sparrow
- 1969: How The Other Half Loves
- 1970: The Story So Far..., Me Times Me Times Me, Family Circles
- 1971: Time And Time Again (deutsch: In bestem Einvernehmen – Uraufführung 1971 in London, Deutschsprachige Erstaufführung 1974 im Theater in der Josefstadt Wien)
- 1972: Absurd Person Singular (deutsch: Frohe Feste – Uraufführung 1972 in London, deutsche Uraufführung 1974 im Thalia Theater Hamburg – Regie: Harry Meyen)
- 1973: Fancy Meeting You, Table Manners (Norman Conquests)
- 1973: Make Yourself At Home, Living Together (Norman Conquests) (deutsch: Trautes Heim)
- 1973: Round And Round The Garden (Norman Conquests) (Bei den drei letztgenannten Stücken, deutsch: Normans Eroberungen; handelt es sich um eine Geschichte, die aus drei unterschiedlichen Perspektiven dargestellt wird. Jedes der Stücke spielt an einem anderen Ort: Esszimmer, Wohnzimmer und Garten)
- 1974: Absent Friends (deutsch: Freunde in der Not – Uraufführung 1974 in London, deutsche Erstaufführung 1978 im Staatstheater Saarbrücken)
- 1974: Confusions (Sammlung von 5 Einaktern, darunter Mother Figure und A Talk in the Park)
- 1975: Jeeves (1966, umgeschrieben 1996 als By Jeeves)
- 1975: Bedroom Farce (deutsch: Schlafzimmergäste)
- 1976: Just Between Ourselves
- 1977: Ten Times Table (deutsch: Das Festkomitee – Uraufführung 1977 Stephen Joseph Theatre, Scarborough; deutsche Erstaufführung 1980 Theater am Kurfürstendamm, Berlin)
- 1978: Joking Apart (deutsch: Spaß beiseite – Uraufführung 1978 in Scarborough, deutsche Erstaufführung 1979 Deutsches Schauspielhaus in Hamburg – Regie: Peter Zadek)
- 1979: Sisterly Feelings
- 1979: Taking Steps
- 1980: Suburban Strains
- 1980: Season's Greetings (Schöne Bescherungen)
- 1981: Way Upstream
- 1981: Making Tracks
- 1982: Intimate Exchanges Consisting Of 8 Plays
- 1983: It Could Be Any One Of Us
- 1984: A Chorus Of Disapproval
- 1985: Woman In Mind
- 1987: A Small Family Business
- 1987: Henceforward... (deutsch: Ab jetzt – deutsche Erstaufführung 1989 im Theater am Kurfürstendamm – Regie: Peter Zadek)
- 1988: Man Of The Moment
- 1988: Mr A's Amazing Maze Plays
- 1989: The Revengers' Comedies
- 1989: Invisible Friends
- 1990: Body Language
- 1990: This Is Where We Came In
- 1990: Callisto 5 (1990 umgeschrieben in Callisto 7)
- 1991: Wildest Dreams
- 1991: My Very Own Story
- 1992: Time Of My Life (Glückliche Zeiten)
- 1992: Dreams From A Summer House
- 1994: Communicating Doors
- 1994: Haunting Julia
- 1994: The Musical Jigsaw Play
- 1995: A Word From Our Sponsor
- 1996: The Champion Of Paribanou
- 1997: Things We Do For Love
- 1998: Comic Potential
- 1998: The Boy Who Fell Into A Book
- 1999: House (House & Garden – ein sog. "double play", das vor zwei unterschiedlichen Zuschauerschaften zeitgleich vorgeführt wird)
- 1999: Garden (House & Garden – siehe House)
- 2000: Virtual Reality
- 2000: Whenever
- 2001: MutProbe (Verfolgte Unschuld)
- 2001: UmTausch (Verfolgte Unschuld)
- 2001: RollenSpiel (Verfolgte Unschuld)
- 2002: Snake In The Grass
- 2003: My Sister Sadie
- 2003: Sugar Daddies
- 2004: Drowning on Dry Land
- 2004: Private Fears in Public Places
- 2004: Miss Yesterday
- 2005: Improbable Fiction
- 2006: If I were You
- 2008: Life And Beth
- 2008: Awaking Beauty
- 2011: Neighbourhood Watch (Play 75), (dt. Nachbarschaftswache)
- 2012: Surprises (Play 76)
- 2013: Arrivals & Departures (Play 77)
- 2014: Roundelay (Play 78)
- 2015: Hero’s Welcome (Play 79)
- 2016: Consuming Passions (Play 80)
- 2017: A Brief History of Women (Play 81)
- 2018: Better Off Dead (Play 82)
- 2019: Birthdays Past, Birthdays Present (Play 83)
- 2020: Anno Domino (Play 84)
- 2021: The Girl Next Door (Play 85)
- 2022: All Lies (Play 86)
- 2022: Family Album (Play 87)
- 2023: Welcome to the Family (Play 88)
- 2023: Constant Companions (Play 89)

## Texte
- The Crafty Art of Playmaking, London 2002
- Theaterhandwerk – 101 selbstverständliche Regeln zum Schreiben und Inszenieren, Berlin, Alexander Verlag, 2006

## Verfilmungen
- 1988: Alles nur Theater (A chorus of disapproval) – Regie: Michael Winner
- 1993: Smoking / No Smoking – Regie: Alain Resnais – Vorlage: Bühnenstücke Intimate Exchanges
- 1997: Hering auf der Hose (Rache ist süß) (The revenger’s comedies) – Regie: Malcolm Mowbray
- 2006: Herzen (Cœurs) – Regie: Alain Resnais – nach dem Stück Private Fears in Public Places
- 2014: Aimer, boire et chanter – Regie: Alain Resnais – nach dem Stück Life of Riley